# Церква Святої Трійці (село Малі Жеребки)

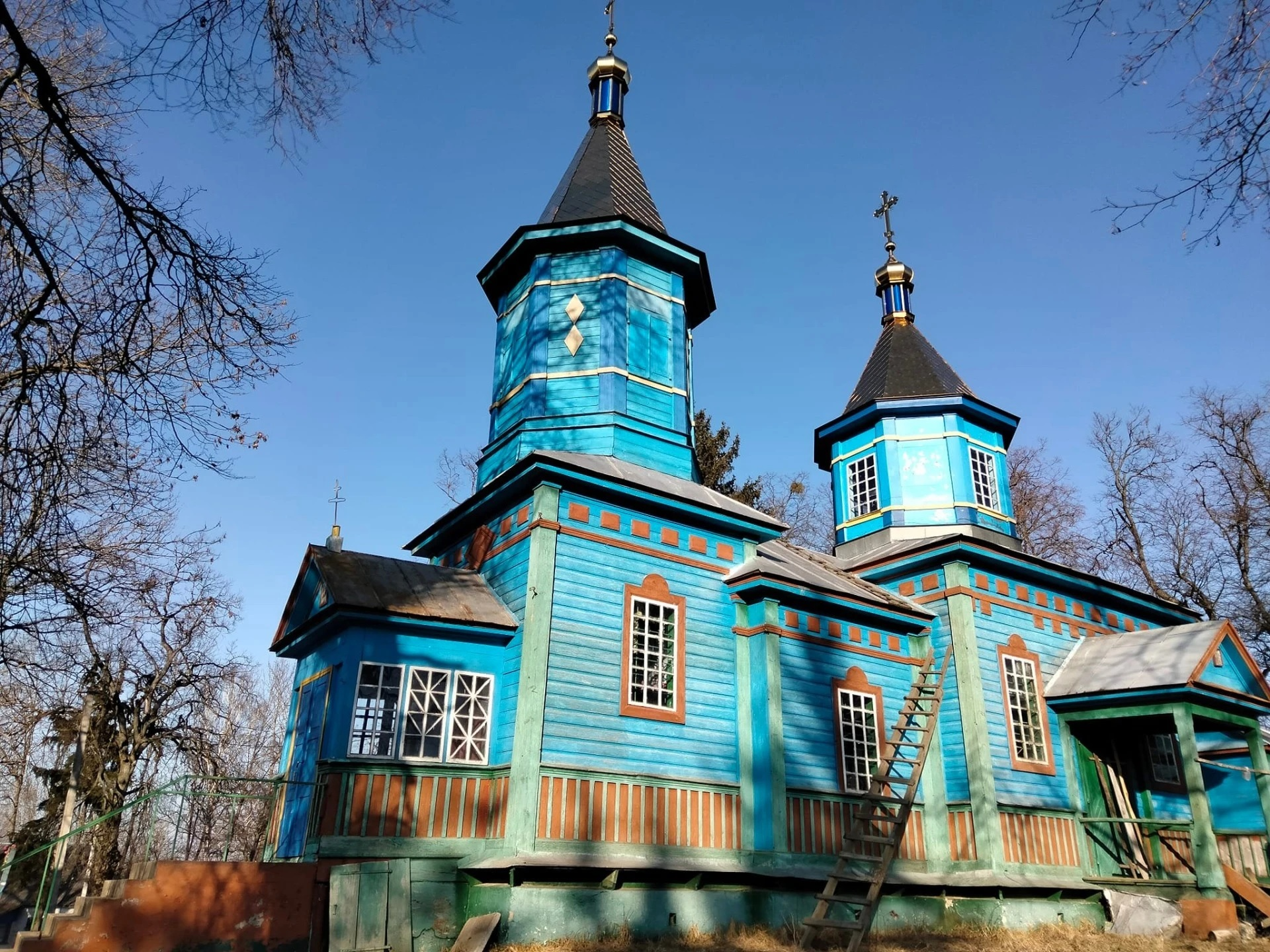

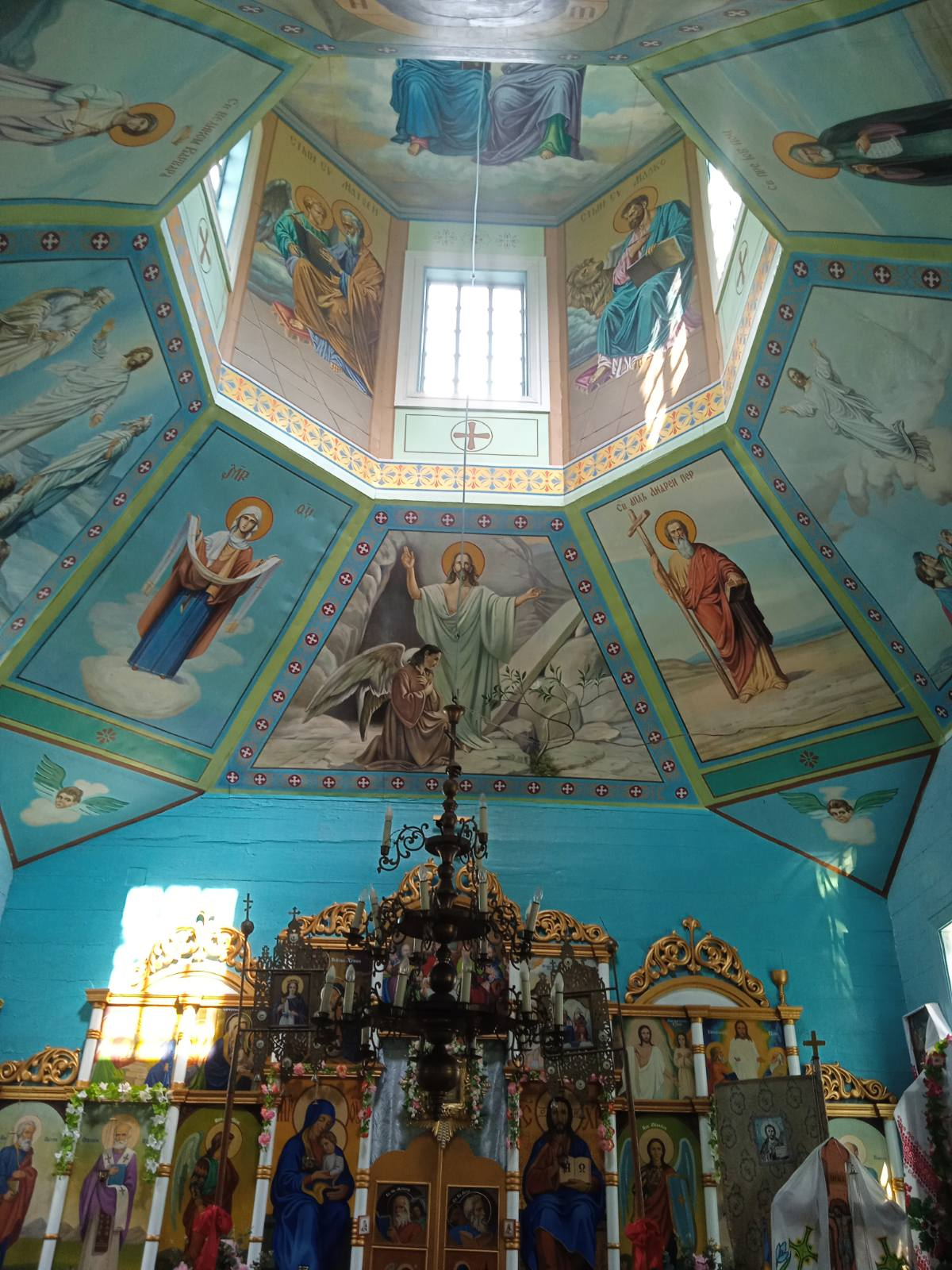

Церква Святої Трійці — Православна церква /ПЦУ у селі Малі Жеребки, Теофіпольської громади Хмельницького району Хмельницької області

## З історії храму

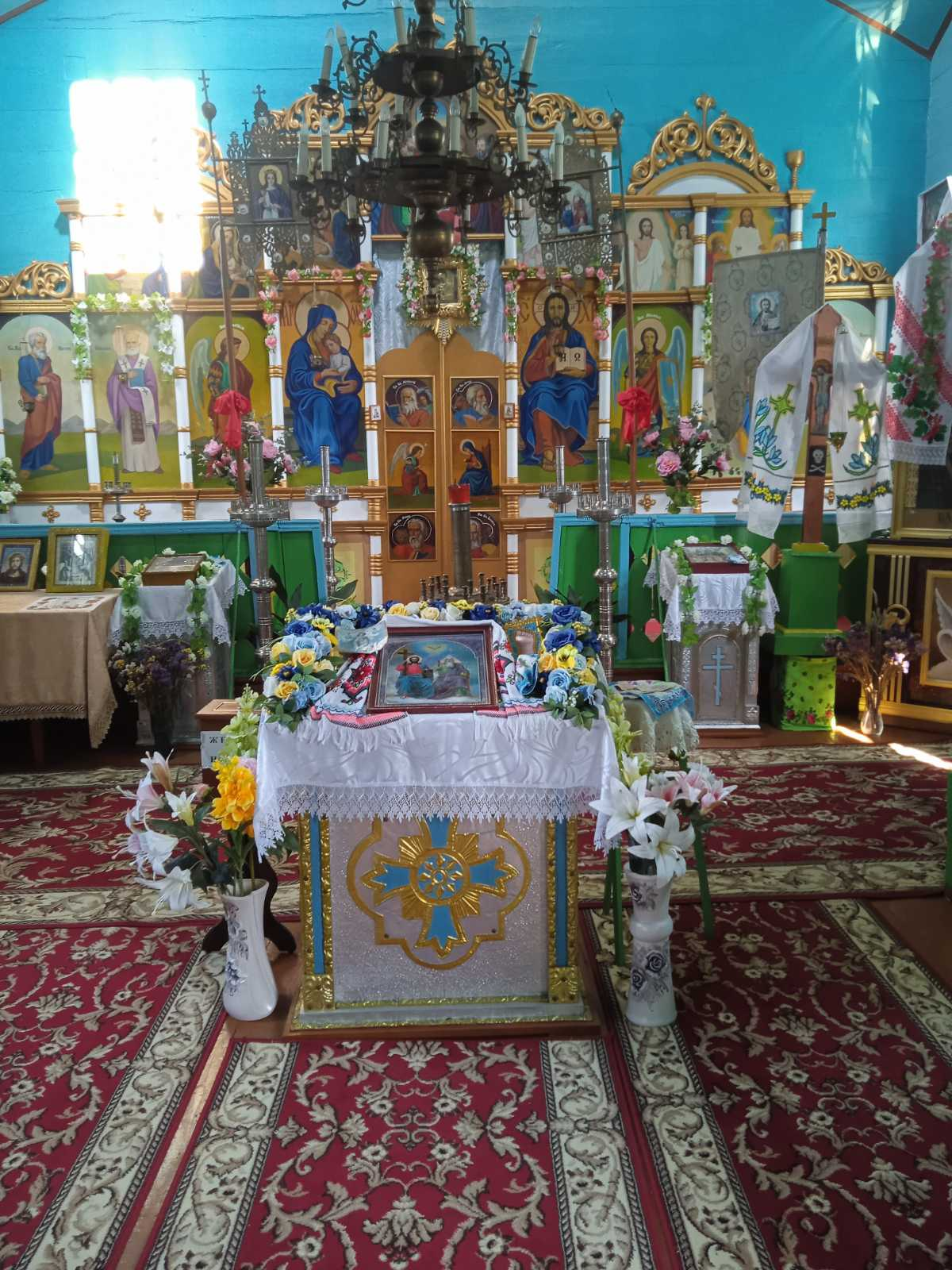

Церква була зведена у 1895 році (за іншими даними у 1912 році.) Цей дерев'яний храм, побудований без жодного цвяха, є унікальним прикладом старовинної української архітектури. Він зберіг свою первісну форму і належить до щойно виявлених об'єктів архітектури. Річницю збудування церкви — храмове свято, відзначають на День Святої Трійці. У радянські часи сюди місцеві жителі приносили старі церковні книги, на збереження, з сіл, де розбирали церкви. Збереглись старі книги, підписані, з якого вони села, простим олівцем. Пізніше, у храмі облаштували зерносховище, а потім клуб. Друга світова війна  додала легенду до історії церкви. За розповідями старожилів, у церкві облаштував своє місце німецький снайпер — німецьку каску знаходили на дзвіниці. В тій касці парафіянки розводили фарбу і підмальовували ікони. Зареєстровано релігійну громаду Українська православна церква (Московський патріархат) УПЦ Свято-Троїцької парафії 20 листопада 1991 року. 16 лютого 2024 року релігійна громада перейшла до ПЦУ.

## Архітектура
Церква має площу 50 квадратних метрів і побудована з дуба у вигляді хреста. Є балкон для хору, який може вмістити до десяти хористів. Церква одноглава, покрита бляхою сірого кольору, купола шатровидні, покриті жовтою бляхою, ззовні стіни пофарбовані синьою та коричневою фарбою. В інтер'єрі церкви є Вівтар, середня частина,Бабинець та Тамбур. Дзвіниця побудована разом із церквою і розташована над тамбуром. Особливістю храму є три входи, які відкривалися під час великих свят, коли до церкви сходилися люди з навколишніх сіл. У храмі збереглася старовинна плащаниця та інша церковна атрибутика. Розписи на стінах храму також давні, а ікони написані на дереві.

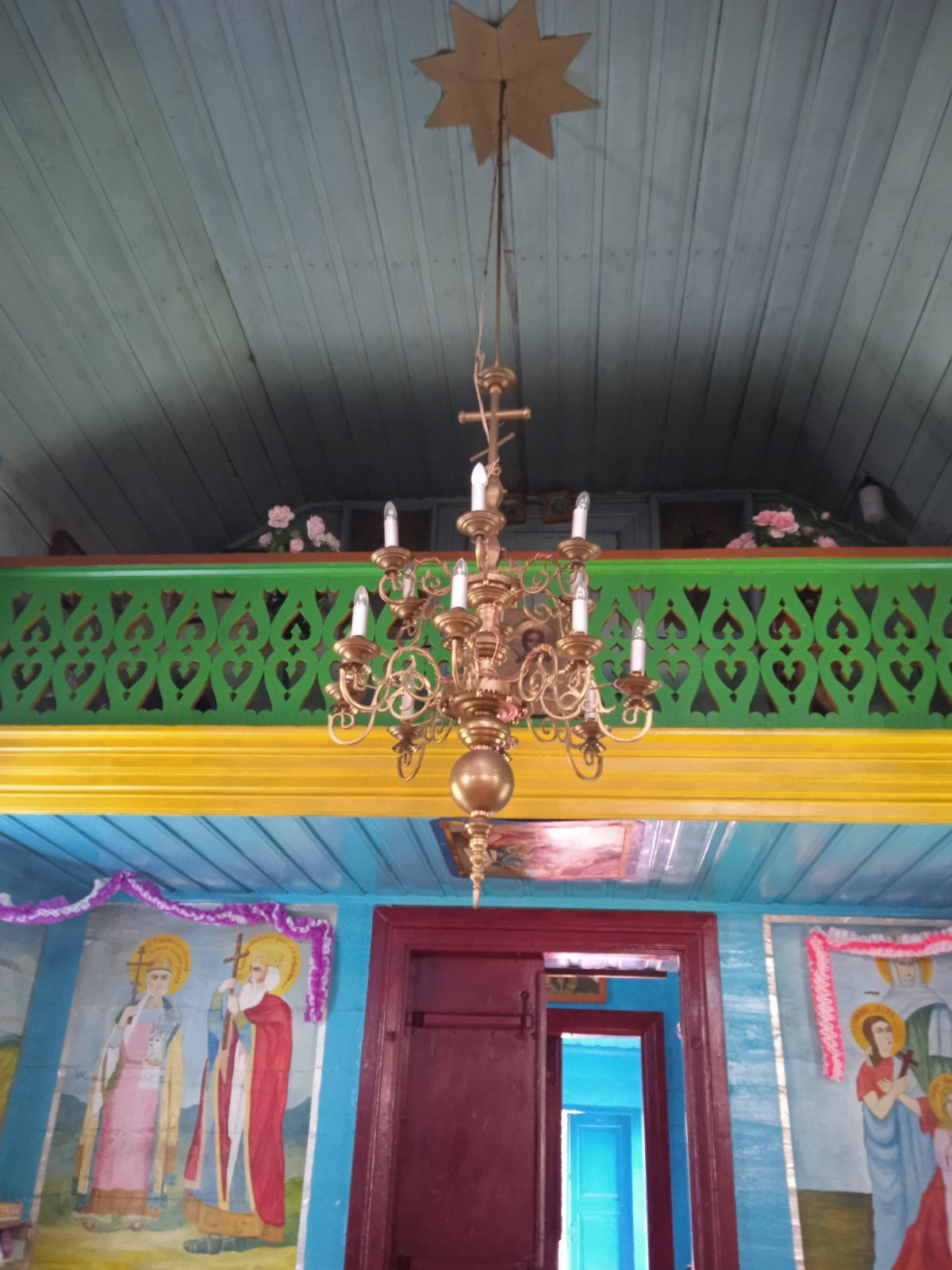

## Галерея

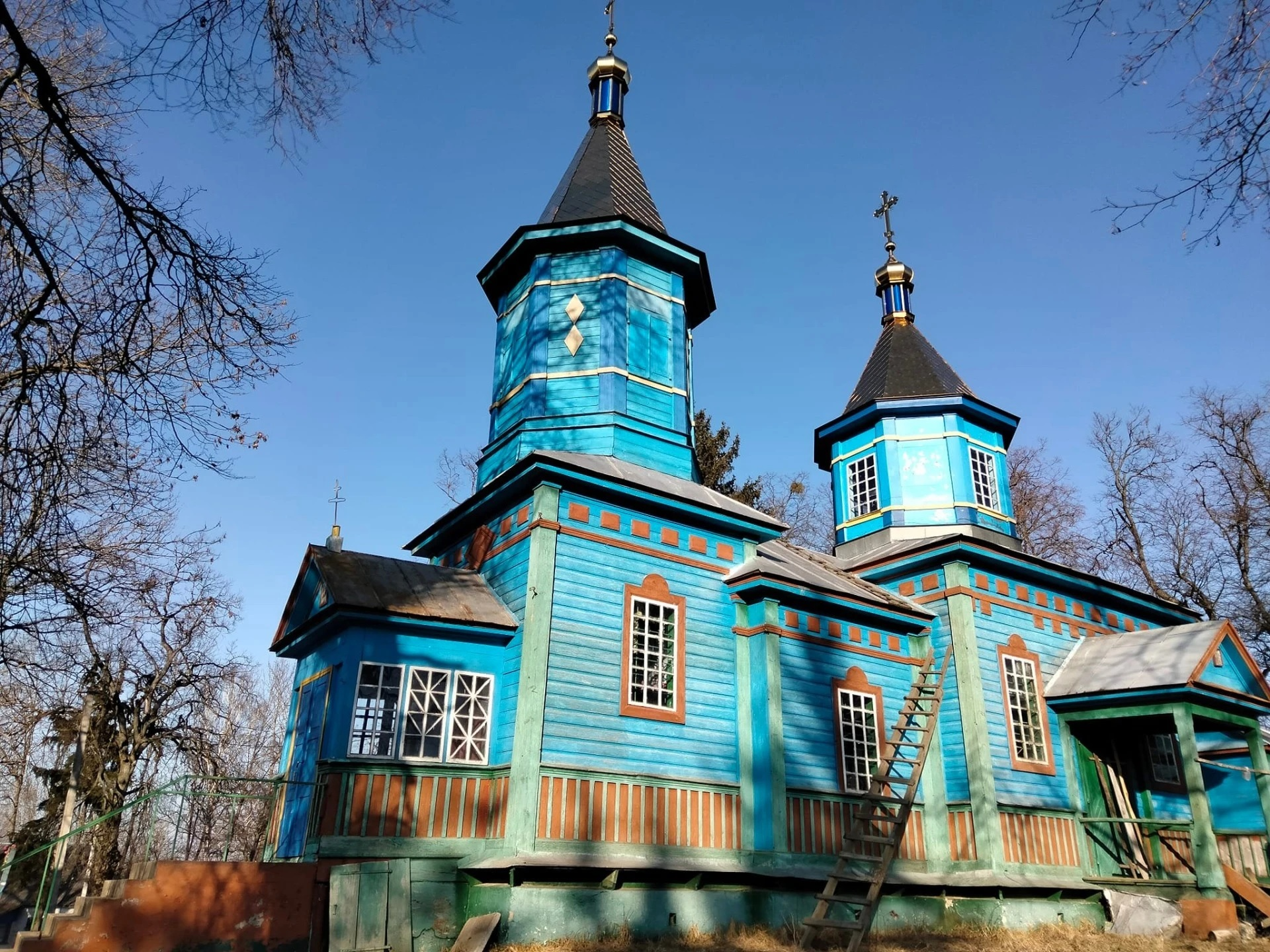